# Острів Ліддан
Острів Ліддан (англ. Lyddan Island, також відомий як Льодовикове підняття Ліддан) — вкритий льодом острів на південно-західному краю шельфового льодовика Райзера-Ларсена, який відокремлює його від шельфового льодовика Бранта. Він лежить приблизно за 32 кілометри від узбережжя Принцеси Марти Землі Королеви Мод у східній частині моря Ведделла і має довжину близько 72 кілометрів. Завдяки трьом вузьким рукавам він нагадує трилисник.
Острів Ліддан був відкритий і нанесений на карту 5 листопада 1967 року Вільямом Р. Макдональдом (1925—1977) під час обльоту на літаку Lockheed C-130 Hercules ескадрильї VX-6 ВМС США. У 1970 році Консультативний комітет з антарктичних назв присвоїв йому ім'я Роберта Генрі Ліддана (1910—1990), співробітника Геологічної служби США, який брав участь у плануванні та управлінні картографуванням Антарктики з 1950-х років.